# Коричневый сахар

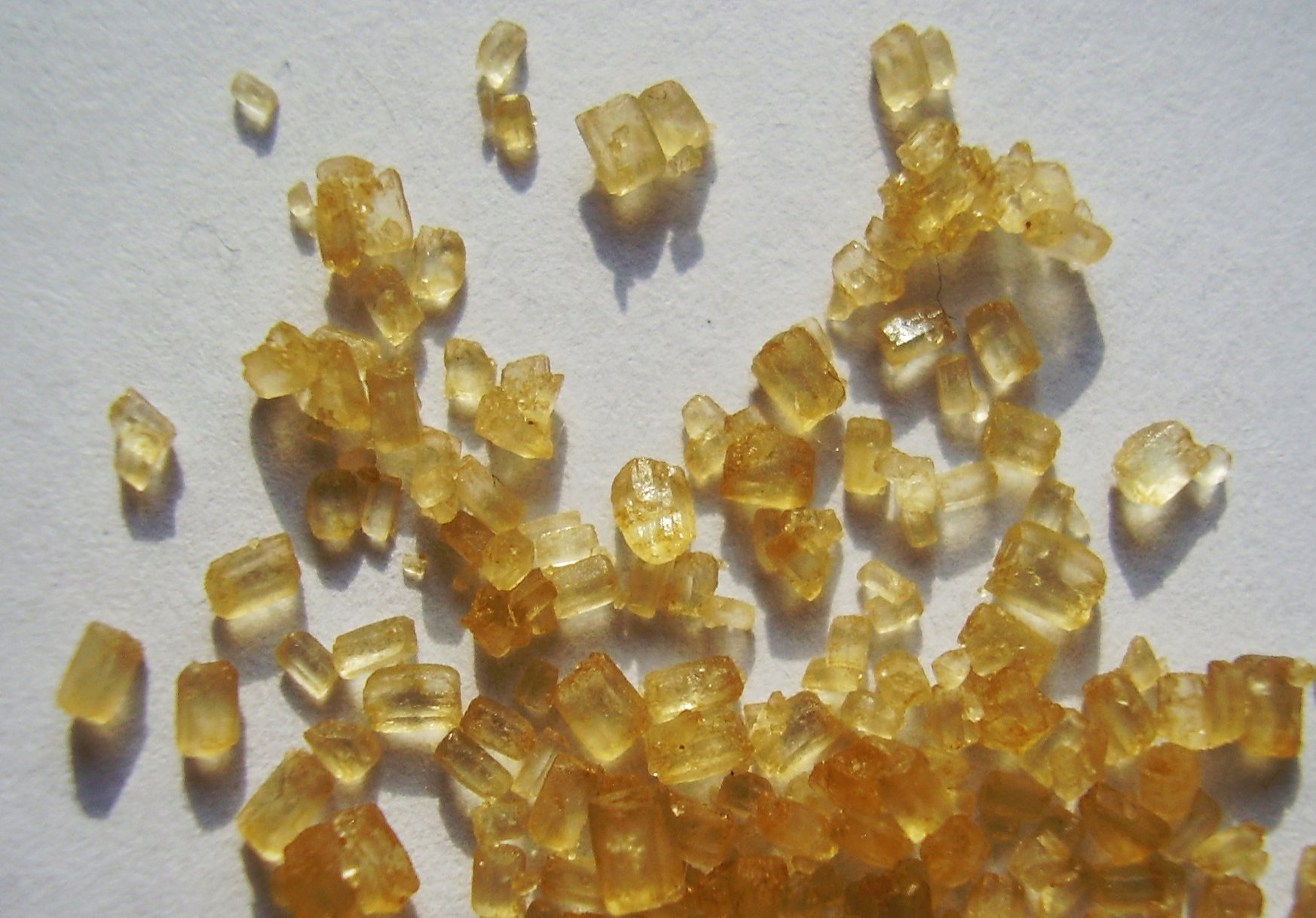
Кристаллы коричневого сахара

Коричневый сахар — общее название сахара с характерным коричневым цветом вследствие присутствия примесей патоки (мелассы). Это может быть нерафинированный или частично рафинированный сахар, состоящий из кристаллов сахарозы с примесями мелассы (натуральный коричневый сахар) или отбеленный очищенный сахар с добавлением мелассы (коммерческий коричневый сахар).

## Нерафинированный
Нерафинированный или частично очищенный коричневый сахар — это сахар, содержащий некоторое количество патоки из первоначального процесса рафинирования сахара . Его, в зависимости от способа и продуктов получения и их переработки, могут назвать сырым сахаром, натуральным, турбинадо (turbinado), демерара (demerara) и мускавадо (muscavado). Такие сахара обычно не могут быть мягкими и влажными, как более изысканные коричневые сахара. Патока придает коричневому сахару особый аромат и дополнительный карамельный вкус, но при этом он менее сладок.

## Рафинированный
Рафинированный коричневый сахар производится путем искусственного добавления патоки к рафинированному белому сахару. Это коммерческий коричневый сахар, который находит нишу как экологически чистый. Он обычно влажен, поскольку меласса удерживает влагу и считается более «мягким».